# Прапор Валків
Пра́пор Ва́лків затверджений 11 квітня 1996 р. рішенням сьомої сесії Валківської міської ради народних депутатів ХХІІ скликання.

## Опис
Полотнище прапора двобічне, прямокутної форми, жовтого кольору. У центрі прапора — зображення герба Валків.

## Символіка кольорів
Таким чином, три кольори, що домінують на прапорі Валків: жовтий, лазурний (блакитний) і зелений — відображають державну символіку України, поєднану з символікою Харківщини.
Жовтий (золотавий) колір прапора міста Валків відображає історичні традиції українського народу (наприклад, із 104 українських міст XVII—XIX ст. у 86 зустрічається жовтий колір, у 51 — блакитний). Він відображає національну ідею (під ним народжувалася ідея української незалежності).
Крім того, місто Валки є центром сільськогосподарського району. Звідси ще одне значення жовтого (золотавого) кольору — це колір дозрілого зернового лану.